# Оже, Марк
Марк Оже (фр. Marc Augé; 2 сентября 1935[…], Пуатье — 24 июля 2023, XIV округ Парижа) — французский этнограф.

## Научные интересы
Специалист по этнографии стран Африки и Латинской Америки, завоевал признание как автор работ по символической антропологии, этнологии современности и постсовременности, исследователь повседневной жизни развитых обществ Запада. Объект его преимущественного внимания — «ничейные пространства» (фр. non-lieux), места кратковременного и анонимного обитания, скоротечного прохода и проезда — метро, вокзалы, аэропорты, гостиницы, супермаркеты, а также феномены номадизма в современной культуре (туризм и т. п.) и связанные с ними явления бесследного существования, незапоминания, неизбежного и быстрого забвения, потери идентичности, когда она сводится к демонстрации чисто официальных документов (паспорт, водительские права, кредитная карточка и проч.).

## Труды
- Le Rivage alladian. Organisation et évolution des villages alladians (1969)
- Théorie des pouvoirs et idéologie. Étude de cas en Côte-d’Ivoire (1975)
- Pouvoirs de vie, pouvoirs de mort. Introduction à une anthropologie de la répression (1977)
- Symbole, fonction, histoire. Les interrogations de l’anthropologie (1979)
- Génie du paganisme (1982)
- Le Sens du mal: anthropologie, histoire, sociologie de la maladie (1984)
- La Traversée du Luxembourg (1985)
- Un ethnologue dans le métro (1986)
- Intensités nomades (1986)
- Le Dieu Objet (1988)
- Domaines et Châteaux (1989)
- Non-Lieux. Introduction à une anthropologie de la surmodernité (1992)
- Le Sens des Autres. Actualité de l’anthropologie (1994)
- Pour une anthropologie des mondes contemporains (1994)
- Erró, peintre mythique (1994)
- Paris, années 30 / Roger-Viollet (1996)
- L’Impossible Voyage. Le tourisme et ses images (1997)
- La Guerre des rêves. Exercices d’ethno-fiction (1997)
- Les Formes de l’oubli (1998)
- Fictions fin de siècle (2000)
- Journal de guerre (2002)
- Le Temps en ruines (2003)
- Pour quoi vivons-nous? (2003)
- L’anthropologie (2004)
- Le métier d’anthropologue: sens et liberté (2006)
- Eloge de la bicyclette (2008)
- Le Métro revisité (2008)
- Pour une anthropologie de la mobilité (2009)
- Carnet de route et de déroutes (2010
- La Communauté illusoire (2010)
- La vie en double. Voyage, ethnologie, écriture (2011)
- L’anthropologue et le monde global (2013)

## Воздействие и признание
Труды Оже, переведенные на основные европейские языки, оказали широкое влияние на работы современных экономистов, социологов, политологов, исследователей культуры и искусства.